# Röda gardet (Ryssland)

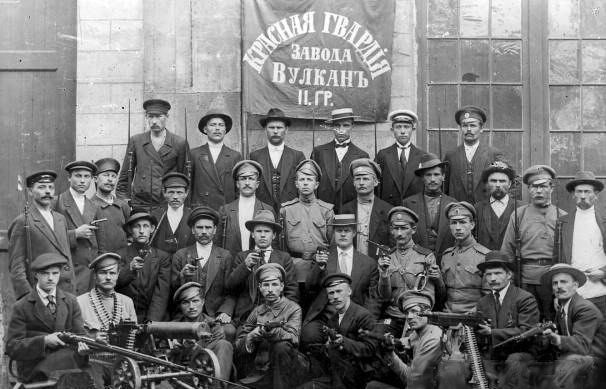
Rödgardister från Vulkanfabriken, 1917.

Röda gardet (ryska: Красная гвардия) var frivilliga paramilitära grupper i Ryssland, bestående främst av fabriksarbetare men också av soldater och flottister "till skydd för sovjetmakten". De flesta milisgrupperna bildades 1917 under den ryska revolutionen och utgjorde bolsjevikernas huvudstyrka.
Ledaren för Röda gardet var Konstantin Jurenev, som från sitt högkvarter i Petrograd hade kommandot över omkring 30 000 rödgardister. Vid starten för oktoberrevolutionen hade detta antal stigit till 200 000.
Röda gardet bestod av både infanteri- och kavalleriregementen, men var löst organiserat och hade inget rangsystem. Denna struktur var effektiv vid mindre, lokala strider, men ineffektiv vid konfrontationer med den välorganiserade Vita armén.
Många av Röda gardets grupper inlemmades som kärnan i Röda armén då denna grundades den 15 januari 1918, och Röda gardet upphörde härefter att existera som egen enhet.